# マイケル・アーント
マイケル・アーント（Michael Arndt）は、アメリカ合衆国の映画脚本家。以前は俳優のマシュー・ブロデリックのアシスタントをしていたこともあった。双子の兄弟がいる。

## 略歴
父親が外交関連の職に就いていたため、スリランカやインドなど様々な土地に住んだことがある。ニューヨーク大学のフィルム・スクール卒業。
当初はどの映画スタジオにも自身の脚本が却下され、廃業も考えていた際にニューヨークの近代美術館で偶然鑑賞した日本のスタジオジブリ映画『ホーホケキョ となりの山田くん』に大きな衝撃を受けて、廃業の撤回を決意。西海岸に戻って、『リトル・ミス・サンシャイン』の脚本を書き上げた。
この『リトル・ミス・サンシャイン』の脚本で早くも認められ、アカデミー賞など多くの賞に輝く。この作品は2001年に書き上げたが、映画化の実現は難航し、完成して公開されるまで、5年の年月が費やされた。ちなみにこの作品のように、少年時代に家族でVWバスで長距離に渡る旅をしたことがある。
この成功の後、ディズニーとピクサーによる大ヒットCGアニメ『トイ・ストーリー』シリーズの10年ぶりの新作となる『トイ・ストーリー3』の脚本家として抜擢された。
その後、『スター・ウォーズ/フォースの覚醒』を担当した。

## 参照
1. ↑  Wood, Jennifer (2007年2月3日). “Family Values”. MovieMaker Magazine. 2008年7月9日閲覧。
2. ↑  Wloszczyna, Susan (2007年3月5日). “Writing for an Oscar”. USA Today. 2008年7月9日閲覧。
3. ↑  “スタジオポノック『マイケル・アーント②』”. スタジオポノックオフィシャルブログ Powered by Ameba (2013年7月3日). 2024年9月24日閲覧。
4. ↑  ヒナタカ (2024年9月23日). “どうやって成立した？ 色んな意味で凄すぎるジブリ『となりの山田くん』の影響力とは”. マグミクス. p. 2. 2024年9月24日閲覧。
5. ↑  http://www.academyawards.com/oscarnight/winners/?pn=detail&nominee=LittleMissSunshineWritingOriginalScreenplayNominee アカデミー賞でのスピーチより
6. ↑  Daly, Steve (2007年2月16日). “'Toy'’s Out of the Attic”. Entertainment Weekly. 2008年7月9日閲覧。